# Municipio de Benton (condado de Minnehaha)
El municipio de Benton (en inglés: Benton Township) es un municipio ubicado en el condado de Minnehaha en el estado estadounidense de Dakota del Sur. En el año 2010 tenía una población de 768 habitantes y una densidad poblacional de 8,99 personas por km².

## Geografía
El municipio de Benton se encuentra ubicado en las coordenadas 43°38′16″N 96°50′29″O / 43.63778, -96.84139. Según la Oficina del Censo de los Estados Unidos, el municipio tiene una superficie total de 85.38 km², de la cual 85.34 km² corresponden a tierra firme y (0.04%) 0.04 km² es agua.

## Demografía
Según el censo de 2010, había 768 personas residiendo en el municipio de Benton. La densidad de población era de 8,99 hab./km². De los 768 habitantes, el municipio de Benton estaba compuesto por el 91.8% blancos, el 0.65% eran afroamericanos, el 4.82% eran amerindios, el 0.65% eran asiáticos, el 0.13% eran isleños del Pacífico, el 0.39% eran de otras razas y el 1.56% pertenecían a dos o más razas. Del total de la población el 1.17% eran hispanos o latinos de cualquier raza.